# Franck Boli
Bi Sylvestre Franck Fortune Boli (* 7. Dezember 1993 in Yamoussoukro) ist ein momentan vereinsloser ivorischer Fußballspieler.

## Verein
Boli spielte bis 2012 in Kamerun beim Grassland FC. Im Januar 2012 wechselte er nach Norwegen zu Stabæk Fotball. Sein Debüt in der Tippeligaen gab er im März 2012, als er am ersten Spieltag der Saison 2012 gegen den Aalesunds FK in der Startelf stand. Sein erstes Tor in der höchsten norwegischen Spielklasse erzielte er am darauffolgenden Spieltag bei einer 5:1-Niederlage gegen den Fredrikstad FK. Bis Saisonende kam Boli zu 28 Einsätzen für Stabæk in der Liga, in denen er fünf Tore erzielte. Allerdings musste er zu Saisonende mit dem Verein als Tabellenletzter in die 1. Division absteigen.
In dieser kam Boli 2013 zu 26 Einsätzen, in denen er sechs Tore erzielte. Als Vizemeister konnte er zudem mit Stabæk wieder in die höchste norwegische Spielklasse aufsteigen. In der Saison 2014 absolvierte der Ivorer 28 Spiele in der Tippeligaen und erzielte dabei 13 Tore. Zur Saison 2015 wechselte er nach China zu Liaoning Hongyun. Sein Debüt in der Chinese Super League gab er im April 2015, als er am sechsten Spieltag jener Saison gegen Jiangsu Guoxin-Sainty in der 20. Minute für James Chamanga eingewechselt wurde. Bis Saisonende absolvierte Boli 20 Spiele in der höchsten chinesischen Liga, blieb dabei jedoch ohne Treffer. Im März 2016 wechselte er leihweise zurück und Norwegen und schloss sich dem Aalesunds FK an. Für den Verein kam er in der Saison 2016 zu 27 Einsätzen in der Tippeligaen und erzielte dabei sieben Treffer. Zur Saison 2017 verließ er Liaoning schließlich endgültig und kehrte zu Stabæk zurück. In seiner ersten Saison nach der Rückkehr absolvierte er verletzungsbedingt nur zehn Spiele in Norwegens höchster Spielklasse und erzielte dabei vier Treffer. 
In der Saison 2018 wurde Boli mit 17 erzielten Toren in 29 Spielen Torschützenkönig der inzwischen Eliteserien genannten norwegischen Liga. Dennoch erreichte sein Verein nur den 14. Tabellenrang und befand sich somit auf dem Relegationsrang. Nach einem Sieg und einem Remis gegen den Zweitligisten Aalesunds FK konnte man sich jedoch in der Liga halten. In der Relegation erzielte Boli kein Tor. Bereits vor dem feststehenden Klassenerhalt hatte der Stürmer seinen Vertrag im November 2018 bis Sommer 2021 verlängert. Im August 2019 wechselte er nach Ungarn zu Ferencváros Budapest. Mit dem Hauptstadtverein gewann er ab 2020 viermal in Folge die nationale Meisterschaft sowie 2022 den Pokal. Am 1. März 2023 folgte dann der Wechsel zu den Portland Timbers in die US-amerikanische Major League Soccer. Nach Ablauf der Saison ist er nun ohne neuen Verein.

## Nationalmannschaft
Am 3. September 2021 debütierte Boli in der WM-Qualifikation gegen Mosambik für die A-Nationalmannschaft der Elfenbeinküste. Beim 0:0-Unentschieden auswärts in Zimpeto wurde der Stürmer in der 62. Minute für Jean Evrard Kouassi eingewechselt.

## Erfolge
- Ungarischer Meister: 2020, 2021, 2022, 2023,
- Ungarischer Pokalsieger: 2022

## Auszeichnungen
- Torschützenkönig der Eliteserien: 2018 (17 Tore)